# Chamaecrista conferta
Chamaecrista conferta är en ärtväxtart som först beskrevs av George Bentham, och fick sitt nu gällande namn av Howard Samuel Irwin och Rupert Charles Barneby. Chamaecrista conferta ingår i släktet Chamaecrista och familjen ärtväxter.

## Underarter
Arten delas in i följande underarter:
- C. c. conferta
- C. c. machrisiana
- C. c. simulans
- C. c. virgata

## Bildgalleri

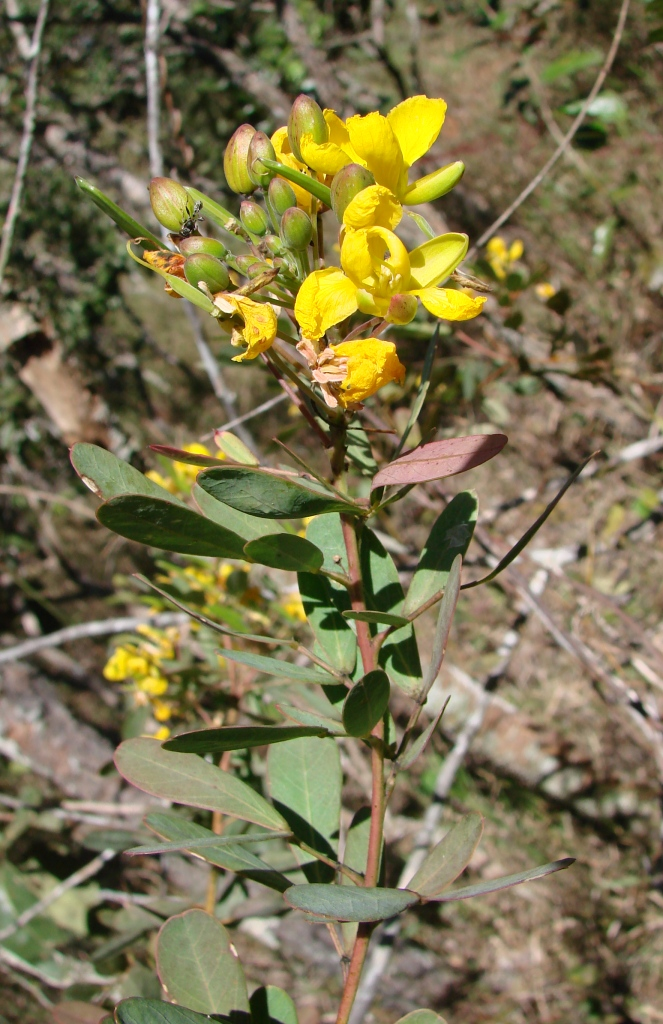